# Saint-Pierre (Górna Garonna)
Saint-Pierre – miejscowość i gmina we Francji, w regionie Oksytania, w departamencie Górna Garonna.
Według danych na rok 1990 gminę zamieszkiwało 201 osób, a gęstość zaludnienia wynosiła 42 osób/km² (wśród 3020 gmin regionu Midi-Pireneje Saint-Pierre plasuje się na 862. miejscu pod względem liczby ludności, natomiast pod względem powierzchni na miejscu 1504.).

## Pomniki

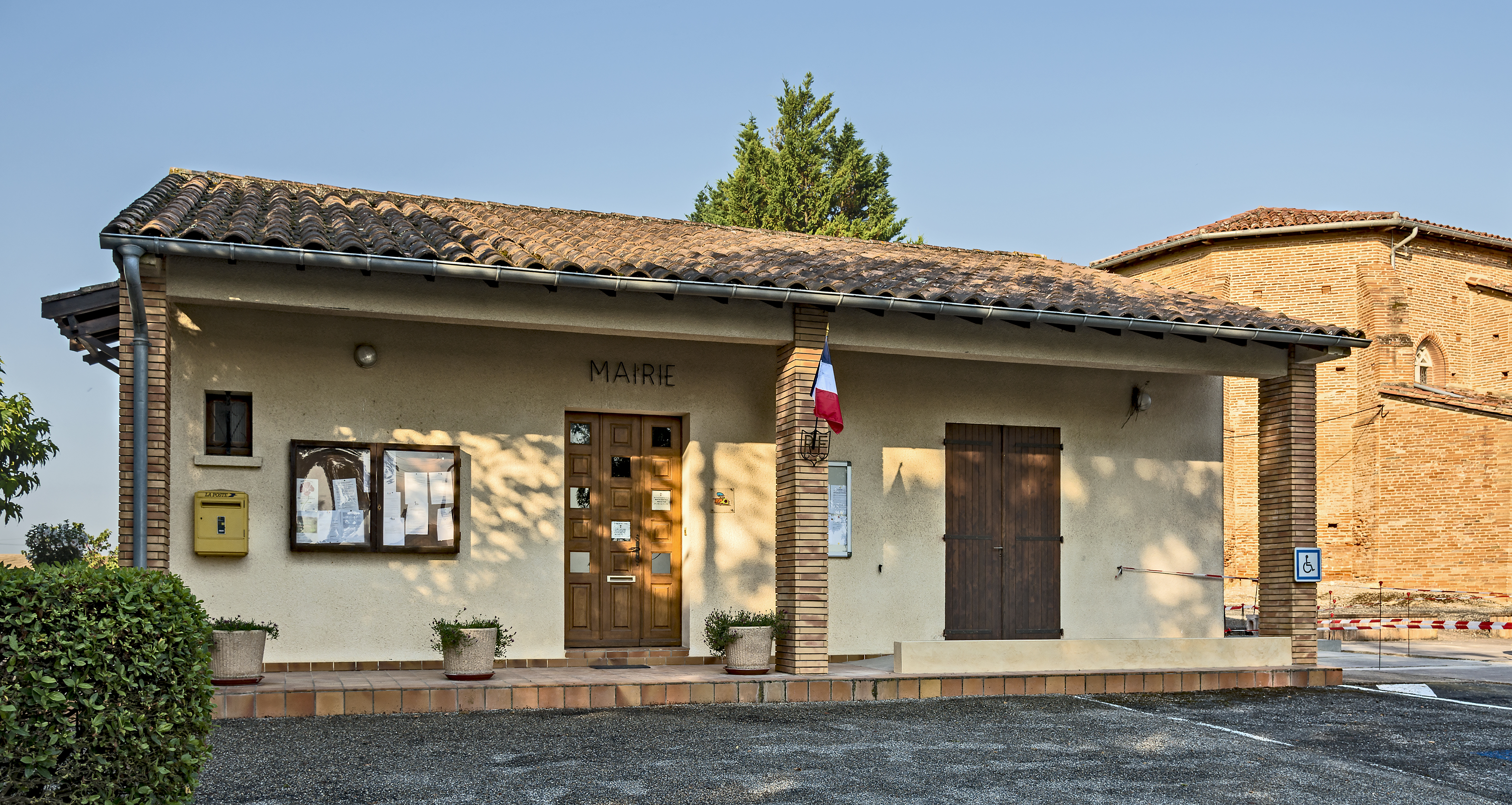
Ratusz
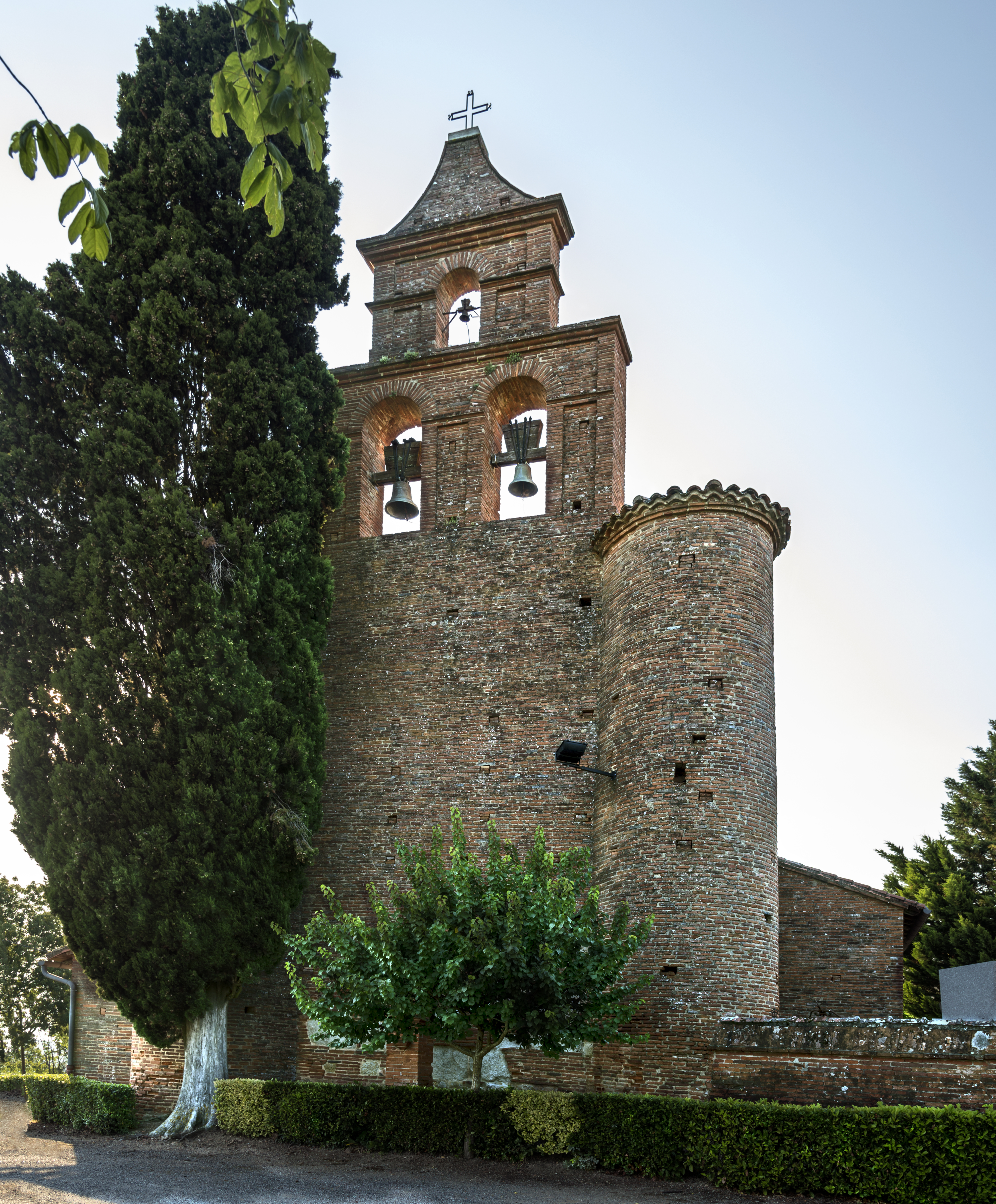
Kościół ST.MARTIN
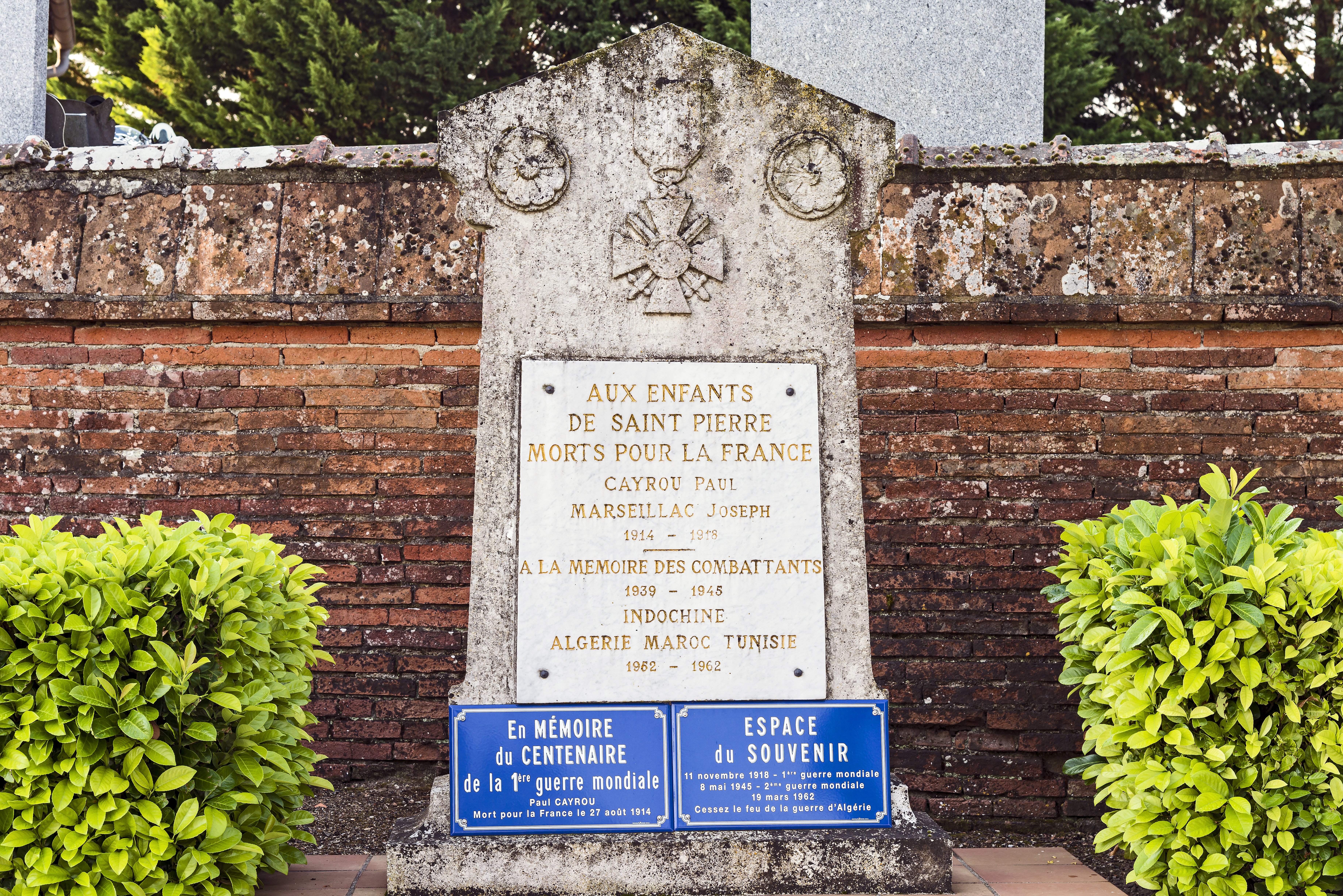
pomnik wojenny